# Achard z Clairvaux
Blahoslavený Achard z Clairvaux († 1170, klášter Clairvaux) byl cisterciácký mnich, současník sv. Bernarda. V cisterciáckém řádu je uctíván jako blahoslavený.

## Život
Achard byl šlechtického původu. V roce 1124 vstoupil do cisterciáckého řádu v opatství Clairvaux. Byl přítelem a spolupracovníkem sv. Bernarda z Clairvaux. Jako architekt se podílel na stavbě několika nových cisterciáckých klášterů (např. Himmerodu). Od roku 1140 působil v Clairvaux jako novicmistr. Exordium magnum Cisterciense Konráda z Eberbachu jej charakterizuje slovy "potens in verbo aedificationis et consolationis" ("mocný ve slovech poučování a útěchy"). Zemřel v roce 1170 a v cisterciáckém řádu je uctíván jako blahoslavený. Jeho památka se liturgicky slaví 15. září.